# Az Oregon Ducks és az Oregon State Beavers amerikaifutball-mérkőzéssorozata

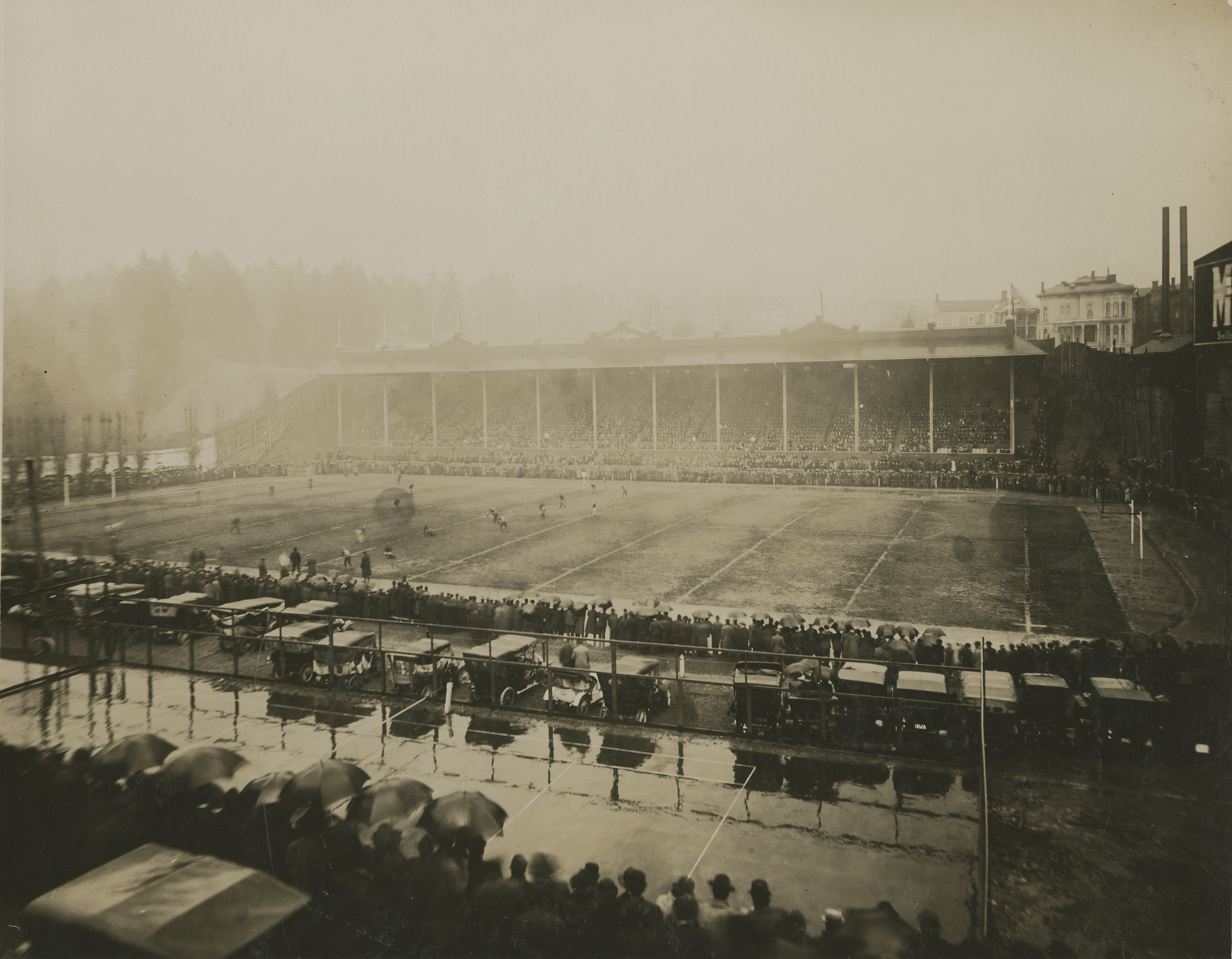
1908-as mérkőzés

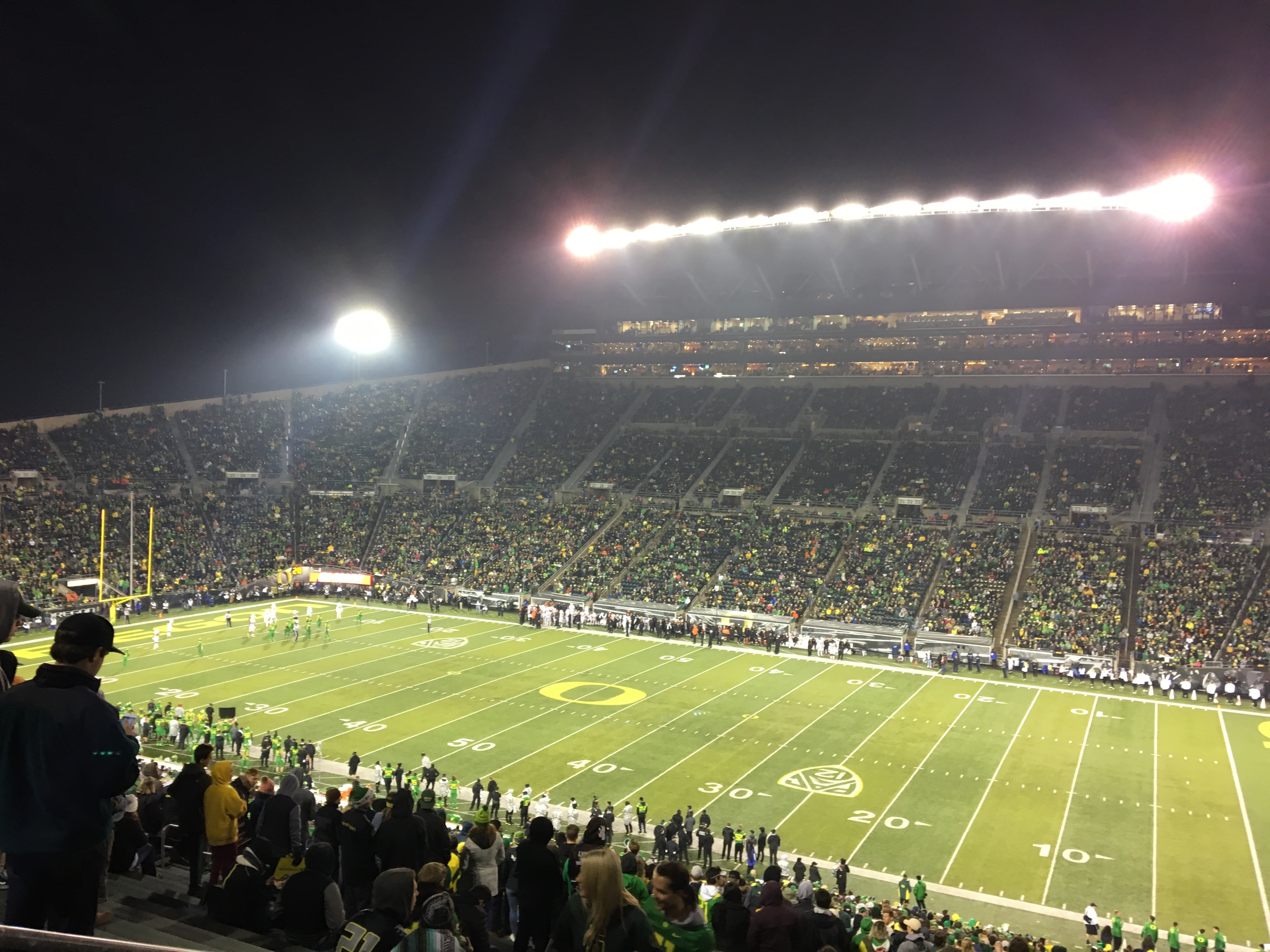
2017-es mérkőzés

Az Oregon Ducks és az Oregon State Beavers amerikaifutball-mérkőzéssorozata (korábban és becenevén Civil War) az Oregoni Egyetem és az Oregoni Állami Egyetem amerikaifutball-csapatai közötti rivalizálás. Az első mérkőzést 1894-ben játszották.

## Története
Az első mérkőzést 1894-ben tartották, 1945 óta minden évben megrendezik. 1900-ban, 1901-ben, 1911-ben, 1943-ban és 1944-ben nem játszottak, 1896-ban és 1945-ben pedig két mérkőzést is tartottak. A „Civil War” becenevet először 1929-ben, majd rendszeresen 1937-től használták; korábban az „Oregon Classic” és a „State Championship Game” becenéven utaltak rá. George Floyd halálát követően játékosok és hallgatók is felszólaltak a „Civil War” név ellen, ezért 2020-tól nem használják, habár néhány weboldalon még szerepel.
A mérkőzést páros években a Beavers (a corvallisi Reser Stadion), páratlan években pedig a Ducks (a eugene-i Autzen Stadion) hazai stadionjában rendezik meg. Hét játékot a portlandi Providence Parkban játszottak. Az 1910-es zavargások miatt az 1911-es játékot nem rendezték meg; a károk enyhítése érdekében az 1912-es és 1913-as mérkőzést semleges helyszínen, Albanyben tartották.
1959-től 1961-ig a mérkőzés a Platypus Trophyért folyt, ami elveszett és 2005-ben találták meg; 1980-tól más trófeát adnak oda. 2007-től a trófeát a nyertes egyetem alumniszervezete kapja.
2023-ban a Ducks bejelentette, hogy 2024-ben a Big Ten Conference-be lépnek, ezzel a két egyesület más konferenciák tagja lesz, a mérkőzéssorozat folytatása pedig veszélybe került. A 2023-as szezon végén megállapodtak, hogy legalább kétszer még játszanak.

## Jelentős mérkőzések

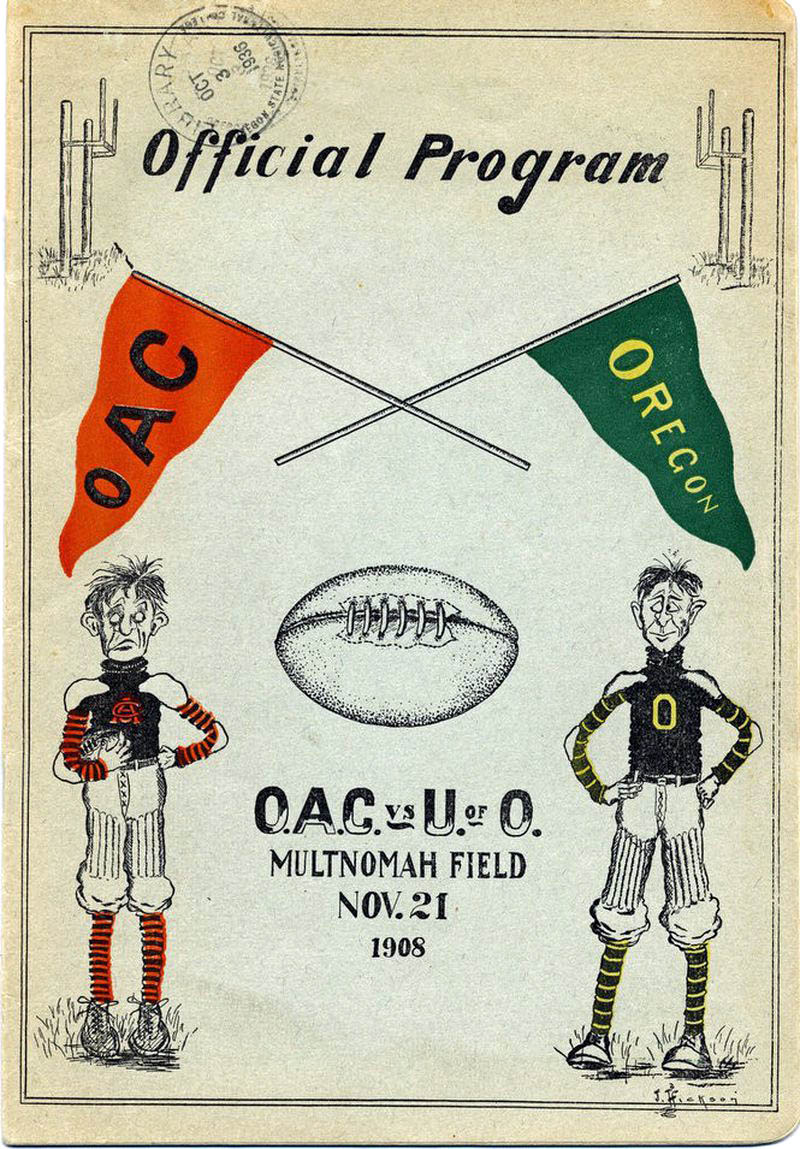
Az 1908-as mérkőzés programfüzete

1933: A 32 183 néző előtt rendezett portlandi játék előtt a Beavers eredménye 5–0–2, a Ducksé 5–0 volt. Az első pontot a Beavers szerezte, de Mike „Iron Mike” Mikulak fullbacknek köszönhetően a Ducks 13–3-mal nyert, ezzel konferencia-társbajnokok lettek, de a Rose Bowlra nem jutottak ki.
1957: A Ducks 6–1-es, a Beavers 5–2-es eredménnyel kezdett. A mérkőzést 10–7-tel a Beavers nyerte, azonban a konferencia ismétlést tiltó szabályai miatt a következő bowljátékra az eredménytől függetlenül a Ducks jutott ki.
1959: A Ducks előzőleg csak egyszer kapott ki, míg a Beavers 2–6-os eredménnyel kezdett. Az első negyedeben 7–0-val a Ducks vezetett, azonban a Beavers két touchdownnal 15–7-tel átfordította az állást.
1969: Az utolsó percben 7–7 volt az állás; a Beavers játékosa, Mike Nehl próbált pontot szerezni, amit Jim Franklin blokkolt. Bill Plumeau mentésével végül Nehl gólt szerzett; ez volt a Beavers nyolcadik egymásutáni győzelme. Ez volt az első mérkőzés, amit műfüvön játszottak.
1983: A zuhogó esőben játszott, döntetlennel zárult mérkőzés a játékosok ügyetlen labdakezelése miatt a „Toilet Bowl” (WC-csésze) gúnynevet kapta. Ez volt az utolsó, döntetlennel záruló I-es divízióbeli mérkőzés, mert az NCAA 1996-ban bevezette a hosszabbítást. A mérkőzés volt a sorozat tizedik döntetlenje (hat pontszerzés nélküli).
1987: Bill Musgrave quarterback játékával a Ducks 44–0-ra nyert.
1988: A Ducks utolsó győzelme tizennégy éve volt. Rich Brooks vezetőedzőnek (korábban a Beavers játékosa) az előző 21 évben sem játékosként, sem edzőként nem volt vesztes mérkőzése. A Beavers az utolsó negyedben két touchdownnal 21–10-zel győzött.
1994: Az utolsó negyedben a Beavers 13–10-zel vezetett, de Danny O’Neil Dino Philyawnak leadott passzával 17–13-mal a Ducks győzött, ezzel 37 év óta először kijutottak a Rose Bowlra.
1998: Az első hosszabbítással végződő mérkőzésen a Ducks sikertelen gólszerzését követő büntetődobás során még egy lehetőséget kaptak. A Beavers szurkolói befutottak a pályára, és tizenöt percig tartott mindenkit kiküldeni. A Ducks kiegyenlített, ezzel a második hosszabbítást követően a Ducks 44–41-gyel (az 1971-es szezon óta a legjobb eredménnyel) győzött.
2000: Mindkét csapat az ország tíz legjobbja között volt. A mérkőzést a Beavers nyerte 23–13-mal, de a Rose Bowlra nem, csak a Fiesta Bowlra jutottak ki.
2001: A szakadó esőben megrendezett játékon először a Beavers vezetett 6–3-mal, de Keenan Howry touchdownjával 17–13-mal a Ducks nyert.
2007: Kettő hosszabbítást követően 38–31-gyel a Beavers győzött.
2008: A Beavers győzelmével 44 óta első Rose Bowljukon vehettek volna részt, de 65–38-cal (a sorozatban legtöbb ponttal) a Ducks győzött.
2009: Mivel a győztes mindenképp kijutott a Rose Bowlra a játék beceneve „harc a rózsákért” volt. A Ducks 37–33-mal nyert, ezzel 1995 óta először jutottak ki a Rose Bowlra.
2010: A Ducks a Bowl Championship Series második helyén állt, majd 37–20-as győzelmükkel kijutottak a nemzeti bajnokságra. Ez volt az első mérkőzés, amit az ESPN közvetített.
2016: A Beavers a negyedik negyedben 13–0-val vezetett, majd Ryan Nall running back négy touchdownjával 23–13-ra győztek.
2017: A Ducks 6–5, a Beavers 1–10 eredménnyel kezdett. A mérkőzést 69–10-zel a Ducks nyerte, ezzel az egy mérkőzés során elért legtöbb pont és a győzelem aránya tekintetében is rekordot állítottak fel.
2020: A Covid19-pandémia miatt rövidített szezonban, egy ködös este üres nézőtér előtt Jermar Jefferson játékával a Beavers 41–38-cal győzött.
2022: A harmadik negyedben a Ducks 31–10-zel vezetett, de a Beavers touchdownjaival az eredmény utóbbi javára 38–34 lett.

## Incidensek
1910: A corvallisi mérkőzést 12–0-val a Ducks nyerte; szurkolóik a vasútállomásra tartva vitába keveredtek a Beavers szurkolóival. Az Oregoni Egyetem sajtóosztálya az ellenfelet huligánoknak nevezte, amivel felbőszítették a másik intézmény hallgatóit, a játékot pedig 1911-ben nem rendezték meg.
1937: A Beavers 14–0-s győzelme után szurkolóik a következő este hat órán át ünnepeltek Eugene-ben, majd másnap kétezren vonultak fel a városban. Az eseményt a rendőrség feltartóztatta, majd felajánlották a felvezetést. Amikor az Oregoni Egyetemen a tanórák véget értek, hallgatóik a felvonulókat vizes lufikkal és paradicsommal dobálták meg; egyeseket a vízbe dobtak, másokat pedig levetkőztettek, lefestették velük az egyetem domboldali logóját, majd lecsúsztatták rajta őket.
1954: Corvallisban a Ducks ötven szurkolója tábortüzet rakott; ugyan erre máskor is sor került, de most a másik fél 25 hallgatót „túszul ejtett”; fejüket leborotválták, fekete-narancssárgára festették, és alantas munkára kötelezték. Egyiküket „buta kacsa vagyok” felirattal keresztülhurcoltak a campuson. Ezalatt a másik fél is „túszul ejtett” egy hallgatót, akit saját campusokon vittek körbe.
1960: Az Oregoni Egyetem egy hallgatója és annak barátja elrabolták Ardis Henryt a diákszövetség épülete elől, és az Oregoni Állami Egyetem hallgatói önkormányzatának elnökének egy zsarolólevelet juttattak el. Ebben arra kötelezték, hogy biciklivel érkezzen a campusra, és hívja meg a hallgatókat a következő mérkőzésre; ezt ő visszautasította.
1972: A 30–3-as Ducks-győzelmet követően szurkolóik lebontották az ellenfél déli kapuját. A Beavers szurkolói próbálták az északi kaput védeni, így összeverekedtek.
2010: A Ducks 37–20-as győzelmét követően szurkolóik a Beavers logója felett meggyújtottak egy „utálom a kacsáidat” feliratú pólót. A tűzben a pályaburkolat megrongálódott; a rendőrség a Portland Tribune fotója alapján azonosított egy hallgatót, akit zendüléssel és más szabálysértésekkel vádoltak.
2022: A Beavers győzelmét követően DJ Johnson, a Ducks linebackerje egy vita miatt arcon ütötte a Beavers egyik szurkolóját.

## Eredmények
A zöld cellák az Oregon Ducks, a narancssárgák az Oregon State Beavers győzelmét jelzik, a szürkék pedig a döntetlent.
| Dátum              | Város     | Eredmény |
| ------------------ | --------- | -------- |
| 1894. november 3.  | Corvallis | 16–0     |
| 1895. október 26.  | Eugene    | 44–0     |
| 1896. november 7.  | Eugene    | 2–0      |
| 1896. november 14. | Corvallis | 12–8     |
| 1897. november 20. | Eugene    | 26–8     |
| 1898. december 10. | Corvallis | 38–0     |
| 1899. november 30. | Eugene    | 38–0     |
| 1902. november 8.  | Corvallis | 0–0      |
| 1903. november 21. | Eugene    | 5–0      |
| 1904. november 19. | Eugene    | 6–5      |
| 1905. november 11. | Eugene    | 6–0      |
| 1906. november 24. | Corvallis | 0–0      |
| 1907. november 9.  | Eugene    | 4–0      |
| 1908. november 21. | Portland  | 8–0      |
| 1909. november 19. | Eugene    | 12–0     |
| 1910. november 12. | Corvallis | 3–0      |
| 1912. november 23. | Albany    | 3–0      |
| 1913. november 8.  | Albany    | 10–10    |
| 1914. november 21. | Corvallis | 3–3      |
| 1915. november 20. | Eugene    | 9–0      |
| 1916. november 25. | Corvallis | 27–0     |
| 1917. november 29. | Portland  | 14–7     |
| 1918. november 16. | Corvallis | 13–6     |
| 1919. november 15. | Eugene    | 9–0      |
| 1920. november 20. | Corvallis | 0–0      |
| 1921. november 19. | Eugene    | 0–0      |
| 1922. november 18. | Corvallis | 10–0     |
| 1923. november 24. | Eugene    | 6–0      |
| 1924. november 22. | Corvallis | 7–3      |
| 1925. november 14. | Eugene    | 24–13    |
| 1926. november 20. | Corvallis | 16–0     |
| 1927. november 11. | Eugene    | 21–7     |
| 1928. november 17. | Corvallis | 12–0     |
| 1929. november 16. | Eugene    | 16–0     |
| 1930. november 15. | Corvallis | 15–0     |
| 1931. november 14. | Eugene    | 0–0      |
| 1932. november 5.  | Corvallis | 12–6     |
| 1933. november 11. | Portland  | 13–3     |
| 1934. november 10. | Portland  | 9–6      |
| 1935. november 9.  | Eugene    | 13–0     |
| 1936. november 11. | Corvallis | 18–0     |
| 1937. november 23. | Eugene    | 14–0     |
| 1938. november 26. | Portland  | 14–0     |
| 1939. november 11. | Eugene    | 19–14    |
| 1940. november 30. | Corvallis | 20–0     |
| 1941. november 29. | Eugene    | 12–7     |
| 1942. november 21. | Corvallis | 39–2     |
| 1945. október 13.  | Corvallis | 19–6     |
| 1945. december 1.  | Eugene    | 13–12    |
| 1946. november 23. | Corvallis | 13–0     |
| 1947. november 22. | Eugene    | 14–6     |
| 1948. november 20. | Corvallis | 10–0     |
| 1949. november 19. | Eugene    | 20–10    |
| 1950. november 25. | Portland  | 14–2     |
| 1951. november 24. | Eugene    | 14–7     |
| 1952. november 22. | Portland  | 22–19    |
| 1953. november 21. | Eugene    | 7–0      |
| 1954. november 20. | Corvallis | 33–14    |
| 1955. november 19. | Eugene    | 28–0     |
| 1956. november 24. | Eugene    | 14–14    |
| 1957. november 23. | Eugene    | 10–7     |
| 1958. november 22. | Corvallis | 20–0     |
| 1959. november 21. | Eugene    | 15–7     |
| 1960. november 21. | Corvallis | 14–14    |

| Dátum              | Város     | Eredmény |
| ------------------ | --------- | -------- |
| 1961. november 25. | Eugene    | 6–2      |
| 1962. november 24. | Corvallis | 20–17    |
| 1963. november 30. | Eugene    | 31–14    |
| 1964. november 21. | Corvallis | 7–6      |
| 1965. november 20. | Eugene    | 19–14    |
| 1966. november 19. | Corvallis | 20–15    |
| 1967. november 18. | Eugene    | 18–10    |
| 1968. november 23. | Corvallis | 41–19    |
| 1969. november 22. | Eugene    | 10–7     |
| 1970. november 21. | Corvallis | 24–9     |
| 1971. november 20. | Eugene    | 30–29    |
| 1972. november 18. | Corvallis | 30–3     |
| 1973. november 24. | Eugene    | 17–14    |
| 1974. november 23. | Corvallis | 35–16    |
| 1975. november 22. | Eugene    | 14–7     |
| 1976. november 20. | Corvallis | 23–14    |
| 1977. november 19. | Eugene    | 28–16    |
| 1978. november 25. | Corvallis | 24–3     |
| 1979. november 29. | Eugene    | 24–3     |
| 1980. november 15. | Corvallis | 40–21    |
| 1981. november 21. | Eugene    | 47–17    |
| 1982. november 27. | Corvallis | 7–6      |
| 1983. november 19. | Eugene    | 0–0      |
| 1984. november 17. | Corvallis | 31–6     |
| 1985. november 23. | Eugene    | 34–13    |
| 1986. november 22. | Corvallis | 49–28    |
| 1987. november 21. | Eugene    | 44–0     |
| 1988. november 19. | Corvallis | 21–10    |
| 1989. november 18. | Eugene    | 30–21    |
| 1990. november 17. | Corvallis | 6–3      |
| 1991. november 23. | Eugene    | 14–3     |
| 1992. november 21. | Corvallis | 7–0      |
| 1993. november 20. | Eugene    | 15–12    |
| 1994. november 19. | Corvallis | 17–13    |
| 1995. november 18. | Eugene    | 12–10    |
| 1996. november 23. | Corvallis | 49–13    |
| 1997. november 22. | Eugene    | 48–30    |
| 1998. november 21. | Corvallis | 44–41    |
| 1999. november 20. | Eugene    | 25–14    |
| 2000. november 18. | Corvallis | 25–13    |
| 2001. december 1.  | Eugene    | 17–13    |
| 2002. november 23. | Corvallis | 45–24    |
| 2003. november 22. | Eugene    | 34–20    |
| 2004. november 20. | Corvallis | 50–21    |
| 2005. november 19. | Eugene    | 56–14    |
| 2006. november 24. | Corvallis | 30–28    |
| 2007. december 1.  | Eugene    | 38–31    |
| 2008. november 29. | Corvallis | 65–38    |
| 2009. december 3.  | Eugene    | 37–33    |
| 2010. december 4.  | Corvallis | 37–20    |
| 2011. november 26. | Eugene    | 49–21    |
| 2012. november 24. | Corvallis | 48–24    |
| 2013. november 29. | Eugene    | 36–35    |
| 2014. november 29. | Corvallis | 47–19    |
| 2015. november 27. | Eugene    | 52–42    |
| 2016. november 26. | Corvallis | 36–24    |
| 2017. november 25. | Eugene    | 69–10    |
| 2018. november 23. | Corvallis | 55–15    |
| 2019. november 30. | Eugene    | 24–10    |
| 2020. november 27. | Corvallis | 41–38    |
| 2021. november 27. | Eugene    | 38–29    |
| 2022. november 26. | Corvallis | 38–34    |
| 2023. november 24. | Eugene    | 31–7     |
| Eredmény: 68–49–10 |           |          |

## Edzők 1945 óta
| Edző            | Szezonok  | Játékszám | Győzelem | Vereség | Döntetlen | Arány |
| --------------- | --------- | --------- | -------- | ------- | --------- | ----- |
| Tex Oliver      | 1945–46   | 3         | 0        | 3       | 0         | .000  |
| Jim Aiken       | 1947–50   | 4         | 2        | 2       | 0         | .500  |
| Len Casanova    | 1951–66   | 16        | 4        | 10      | 2         | .313  |
| Jerry Frei      | 1965–71   | 5         | 0        | 5       | 0         | .000  |
| Dick Enright    | 1972–73   | 2         | 1        | 1       | 0         | .500  |
| Don Read        | 1974–76   | 3         | 2        | 1       | 0         | .667  |
| Rich Brooks     | 1977–94   | 18        | 14       | 3       | 1         | .806  |
| Mike Bellotti   | 1995–2008 | 14        | 8        | 6       | 0         | .571  |
| Chip Kelly      | 2009–12   | 4         | 4        | 0       | –         | 1.000 |
| Mark Helfrich   | 2013–16   | 4         | 3        | 1       | –         | .750  |
| Willie Taggart  | 2017      | 1         | 1        | 0       | –         | 1.000 |
| Mario Cristobal | 2018–21   | 4         | 3        | 1       | –         | .750  |
| Dan Lanning     | 2022–23   | 2         | 1        | 1       | –         | .500  |
| Forrás:         |           |           |          |         |           |       |

| Edző                     | Szezonok  | Játékszám | Győzelem | Vereség | Döntetlen | Arány |
| ------------------------ | --------- | --------- | -------- | ------- | --------- | ----- |
| Lon Stiner               | 1945–1948 | 5         | 3        | 2       | 0         | .600  |
| Kip Taylor               | 1949–54   | 6         | 5        | 1       | 0         | .833  |
| Tommy Prothro            | 1955–64   | 10        | 5        | 3       | 2         | .600  |
| Dee Andros               | 1965–1975 | 11        | 9        | 2       | 0         | .818  |
| Craig Fertig             | 1976–79   | 4         | 0        | 4       | 0         | .000  |
| Joe Avezzano             | 1980–84   | 5         | 0        | 4       | 1         | .100  |
| Dave Kragthorpe          | 1985–90   | 6         | 1        | 5       | 0         | .167  |
| Jerry Pettibone          | 1991–96   | 6         | 2        | 4       | 0         | .333  |
| Mike Riley               | 1997–98   | 2         | 1        | 1       | –         | .500  |
| Dennis Erickson          | 1999–2002 | 4         | 2        | 2       | –         | .500  |
| Mike Riley               | 2003–14   | 12        | 3        | 9       | –         | .250  |
| Gary Andersen            | 2015–16   | 2         | 1        | 1       | –         | .500  |
| Cory Hall (ideiglenesen) | 2017      | 1         | 0        | 1       | –         | .000  |
| Jonathan Smith           | 2018–23   | 6         | 2        | 4       | –         | .333  |
| Forrás:                  |           |           |          |         |           |       |

Megjegyzések
- Mérkőzés utoljára 1983-ban végződött döntetlenre; az I-A divízióban 1996-ban bevezették a hosszabbítást
- 1896-ban és 1945-ben két mérkőzést játszottak

## Fordítás
- Ez a szócikk részben vagy egészben  az   Oregon–Oregon State football rivalry című angol Wikipédia-szócikk ezen változatának fordításán alapul.  Az eredeti cikk szerkesztőit annak laptörténete sorolja fel. Ez a jelzés csupán a megfogalmazás eredetét és a szerzői jogokat jelzi, nem szolgál a cikkben szereplő információk forrásmegjelöléseként.